# Peter Rost
Peter Rost, född 1959 i Göteborg, är en svensk läkare, författare och företagsledare.
Peter Rost är bosatt i Florida, USA där han arbetade inom läkemedelsindustrin i tjugo år. Han var först skandinavienchef för amerikanska läkemedelsbolaget Wyeth och senare vice vd för Pfizer.
År 2002 upptäckte Rost att Pfizer sysslat med oetisk försäljning av tillväxthormoner. Det handlade om det ursprungligen av Kabi utvecklade tillväxthormonet Genotropin, som används för att motverka dvärgväxt, men som Pfizer även marknadsfört som läkemedel för att fördröja åldrande. Rost valde att rapportera händelsen till företagsledningen, vilket resulterade i att han blev avskedad. Rost vittnade i utskottsförhör i kongressen och för FBI om den olagliga verksamheten, vilket resulterade i att Pfizer fick betala 35 miljoner dollar i böter.
I samband med att Michael Moore skulle börja spela in sin film Sicko, intervjuade delar av inspelningsteamet Rost två gånger. Moore valde dock senare att inrikta sin film på den amerikanska sjukvården snarare än läkemedelsindustrin.